# راسيل كاريك
راسيل كاريك (بالإنجليزية: Russell Carrick)‏ هو مدير فني أمريكي، ولد في 6 أغسطس 1889 في بوفالو في الولايات المتحدة، وتوفي بنفس المكان في 13 سبتمبر 1955.